# Faramea berryi
Faramea berryi är en måreväxtart som beskrevs av Julian Alfred Steyermark. Faramea berryi ingår i släktet Faramea och familjen måreväxter. Inga underarter finns listade i Catalogue of Life.